# وی ایکس-۶۸۰
وی ایکس-۶۸۰ (به انگلیسی: VX-680) یک ترکیب شیمیایی با شناسه پاب‌کم ۵۴۹۴۴۴۹ است.